# Методи знецінення монет

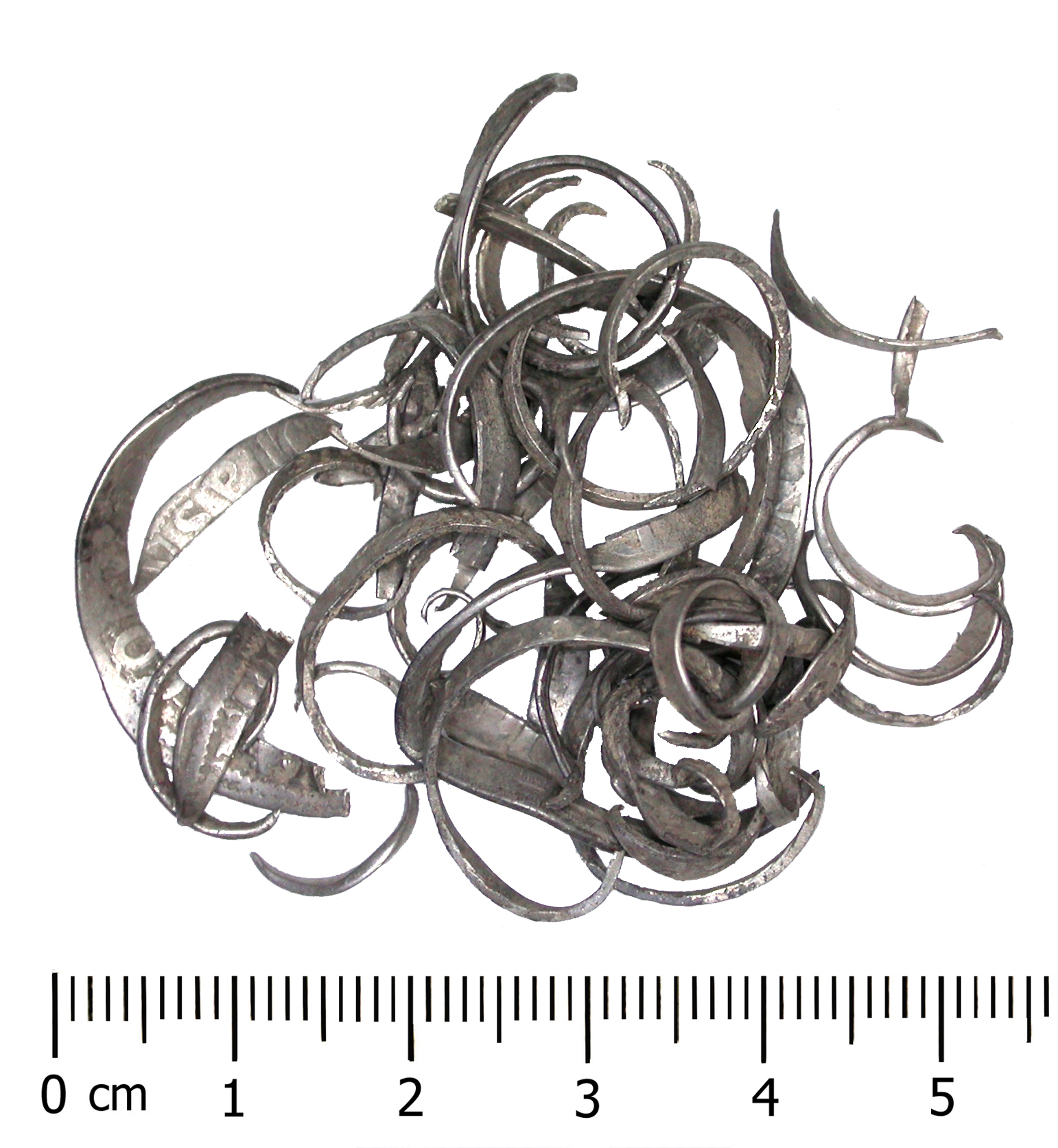
Скарб обрізків монет 16 або 17 століття, виявлений у графстві Дербішир і занесений до програми Portable Antiquities Scheme.

Знецінення монети (англ. Coin debasement) — зменшення кількості дорогоцінного металу в монеті, при цьому вона продовжує перебувати в обігу за номінальною вартістю. Це часто робили уряди для того, щоб збільшити кількість валюти в обігу; як правило, частина дорогоцінного металу замінювалася дешевшим металом під час карбування монети. Але коли це робила приватна особа, дорогоцінний метал фізично вилучався з монети, яку потім можна було передати за первісною номінальною вартістю, залишаючи особі, що знецінювала монету — дебазеру — прибуток. Знецінення монет здійснювалося кількома методами, включаючи обрізування монет (збривання металу по колу монети) і потіння монет (струшування монет у мішку і збирання пилу, що з них знімався).
До середини 20-го століття монети часто виготовляли зі срібла або (рідше) золота, які були досить м'якими й схильними до зносу. Це означало, що з віком монети ставали легшими (а отже, менш цінними), тому монети, які втратили невелику кількість металу, залишалися непоміченими. Сучасні монети, що використовуються як валюта, виготовляються з твердих, дешевих металів, таких як сталь, мідь або мідно-нікелевий сплав, що зменшує знос і робить їх знецінення важким і невигідним.

## Обрізування монет

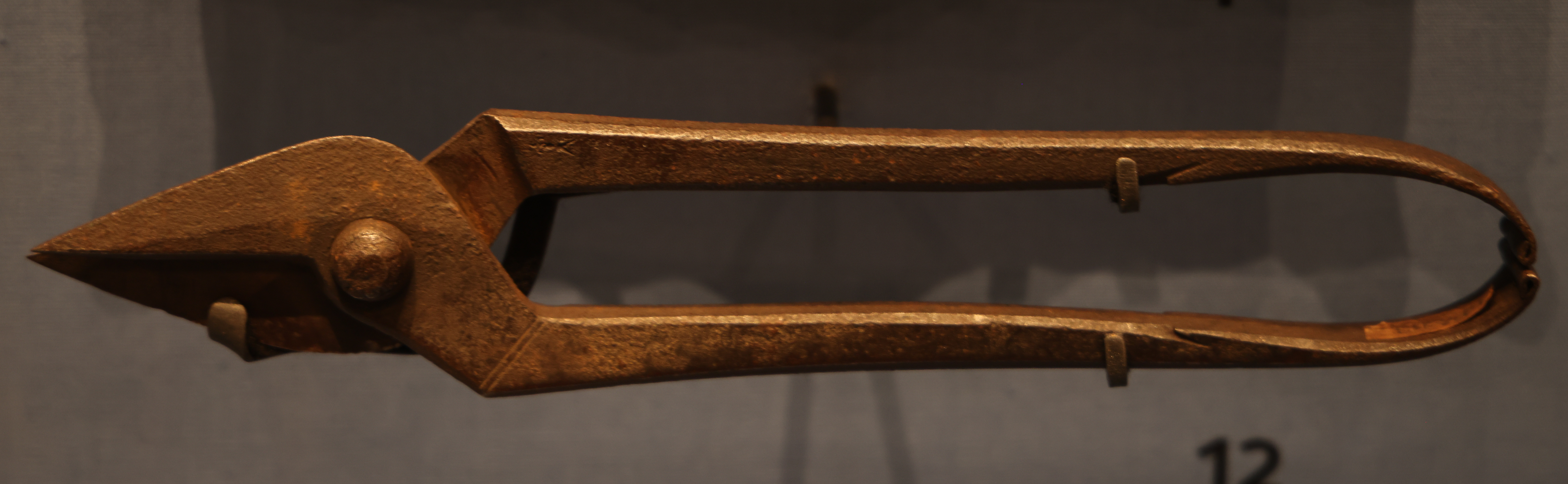
Ножиці, які використовували для обрізки монет у 17 столітті

Обрізування — це акт зрізання невеликої частини монети з дорогоцінного металу для отримання прибутку. З часом обрізування дорогоцінних металів можна було накопичити та переплавити на злитки або використати для виготовлення нових монет.
Обрізка монет зазвичай вважалася злочином такого ж масштабу, як і підробка, і іноді каралася смертю доля, яка спіткала англійських фальшивомонетників Томаса Роджерса та Енн Роджерс у 1690 році Навіть серед піратів обрізування монет вважалося серйозним порушенням довіри. У 1695 році піратський флот на чолі з Генрі Еврі напав на корабель зі скарбами «Ґандж-і-Савай» та захопив один із найбільших піратських призів в історії. Коли було виявлено, що члени піратської команди Вільяма Мея розрахувались з членами команди Еврі обрізаними монетами, Еврі забрав майже всі скарби, якими він поділився з Меєм і його людьми та прогнав їх геть.

Обрізування монет є причиною того, чому багато монет мають обідок монети, позначений смугами (фрезеруванням або рифленням), текстом (гравіруванням) або іншим малюнком, який буде знищено, якщо монету обрізати. Цю практику приписують Ісааку Ньютону, який був призначений майстром Королівського монетного двору в 1699 році. Хоча метал, який використовується у більшості сучасних фіатних монет, має незначну внутрішню цінність, сучасне фрезерування може бути запобіжним фактором для підробки, допомогою для сліпих розрізняти різні номінали або суто декоративним.
|                 |
| Нерізана sliqua |

|                           |
| Частково порізана siliqua |

|                  |
| Порізана siliqua |

## Потіння монет

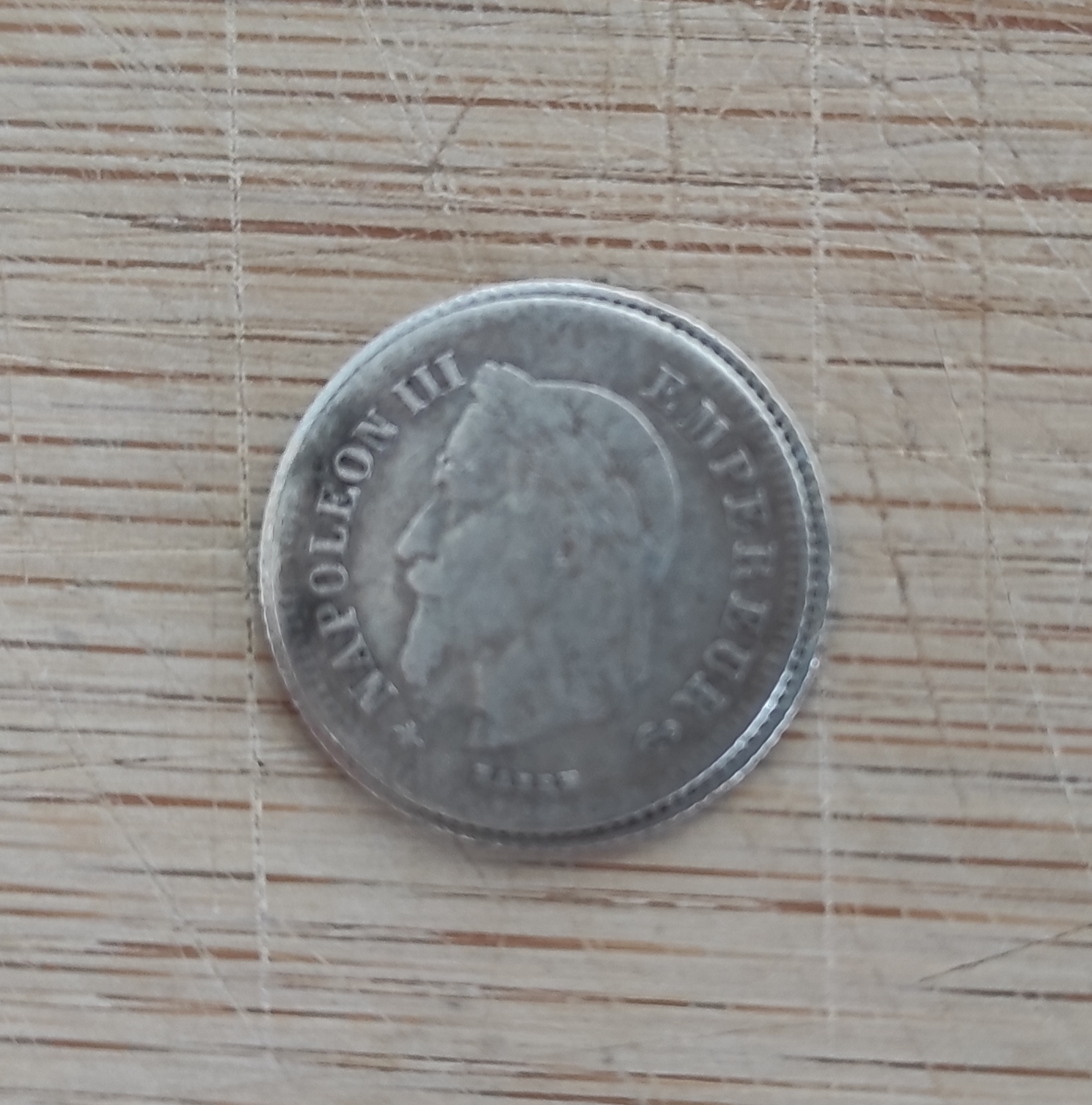
Сучасний приклад спітнілої срібної монети

У процесі потіння монети клали в мішечок і струшували. Частини металу, які стерлися з монет, залишалися на дні мішка. Потіння, як правило, зношує монету більш природним чином, ніж обрізання, тому його було важче виявити.

## Заглушка монет
Якщо монета була великою, в середині можна було пробити отвір, а з лицьових сторін монети розплющити метал, щоб закрити отвір. Або монету можна було розпиляти навпіл і вийняти зсередини металевий вміст. Після заповнення отвору дешевшим металом дві половини знову зварювали разом. Усні згадки про фальшиві четвертаки та фальшиві десятицентовики врешті-решт вилилися в загальну фразу «не вартий й гроша ламаного» (або «фальшивого п'ятака», або навіть «фальшивого цента»), що підкреслює нікчемність такої фальшивої монети.

## Подальше читання
- Allen, Larry (2009). The encyclopedia of money (вид. 2). ABC-CLIO. ISBN 978-1-59884-251-7.
- Sherwood, Sidney (1893). The history and theory of money. Lippincott.